# Tunnan och Moroten

Tunnan och Moroten är en svensk könsrockgrupp bildad 1994. De har släppt ett flertal album och har sedan slutet av 1990-talet varit ett internetfenomen.

## Historik
1994 började Tunnan och Moroten skapa musik tillsammans. I början var det främst moduler på Amiga men sedan slutet av 1990-talet använder de även gitarr och trummor. I samma veva började det cirkulera mp3-låtar på Internet, och låten "Bajs i bastun" hamnade på Tunnan och Morotens första album.
Tunnan och Morotens identiteter är okända. Det man känner till är att de bor eller åtminstone har bott i Stockholm. De har känt varandra sedan de var mycket små och att Tunnan är född 1977.
Max Levin har dels bidragit med ett flertal Commodore 64-influerade remixer på Tunnan och Morotens låtar samt även samarbetat med Tunnan direkt. Max Levin har också gjort omslagen till Tunnan och Morotens fyra första album.
Av alla projekt som Tunnan medverkat i är projektet Tommy och Danne ett av de tidigaste. Det kan ses som det projekt som figurerade före Tunnan och Moroten-skivorna släpptes och materialet från den här perioden har återsläppts som två samlingsskivor under namnen Gammalt skit 1 och Gammalt skit 2. Samma personer som är inblandade i Tommy och Danne har tillsammans många projekt med många namn. Tunnan och Tompa, Maniacs of Metal, The Metal Kings, Instrumental sjukhuset och Läderebels är exempel på musikgrupper som denna duo utgjort.
De har också gjort en film som heter Super Mario Nazi Batman, som kom ut 2008.

## Diskografi i urval

### Tunnan och Moroten - studioalbum
- 2000 - Bajs i Bastun[4]
- 2002 - Bus, Bira & Bajsrecept[5]
- 2004 - Röv Rövarna[6]
- 2007 - 100% homo
- 2008 - Still Going Brown
- 2008 - Kings of Poop[7]
- 2008 - Den stora korven
- 2009 - Porr Party[8]
- 2010 - Rave i Runkbåset[9]
- 2011 - Radio Rövhålet[10]
- 2011 - Mongo Metal[11]
- 2011 - Satanic Gay Party[12]
- 2011 - German Gay Gamers[13]
- 2014 - Bajsmannen EP[14]
- 2015 - Kloak Semester EP[15]
- 2017 - Den Bruna Drogen EP[16]

### Tunnan och Moroten - samlingar
- 2009 - Greatest Shits [17]
- 2012 - Bajs of Dance [18]
- 2012 - Bajs of Snopp [19]
- 2013 - Greatest Dicks [20]